# Клопово
Клопово — деревня в составе сельского поселения Захаровское Одинцовского района Московской области России. Население 41 человек на 2006 год, в деревне числятся 3 садовых товарищества. До 2006 года Клопово входило в состав Введенского сельского округа.
Деревня расположена на западе района, в 3 км южнее Звенигорода, на левом берегу малой реки Нахавня, высота центра над уровнем моря 194 м.
Впервые в исторических документах деревня встречается в купчий грамоте 1547 года. По Экономическим примечаниям 1800 года в деревне было 10 дворов, 47 душ мужского и 33 женского пола. По Всесоюзной переписи 17 декабря 1926 года числилось 24 хозяйства и 122 жителя, по переписи 1989 года — 41 хозяйство и 90 жителей.

## Население
| 2002 | 2006 | 2010 |
| ---- | ---- | ---- |
| 41   | →41  | ↗54  |